# Tour La Provence 2022
La 7.ª edición de la competición ciclista Tour La Provence fue una carrera de ciclismo en ruta por etapas que se celebró entre el 10 y el 13 de febrero de 2022 en Francia con inicio en la ciudad de Berre-l'Étang y final en Montagne de Lure sobre un recorrido de 505,6 kilómetros.
La carrera formó parte del UCI ProSeries 2022, calendario ciclístico mundial de segunda división, dentro de la categoría UCI 2.Pro y fue ganada por el colombiano Nairo Quintana del Arkéa Samsic. Completaron el podio, como segundo y tercer clasificado respectivamente, el francés Julian Alaphilippe del Quick-Step Alpha Vinyl y el danés Mattias Skjelmose Jensen del Trek-Segafredo.

## Equipos participantes
Tomaron parte en la carrera 17 equipos: 11 de categoría UCI WorldTeam invitados por la organización, 3 de categoría UCI ProTeam y 1 de categoría Continental. Formaron así un pelotón de 105 ciclistas de los que acabaron 91. Los equipos participantes fueron:
| WorldTeams (11)- AG2R Citroën Team - Astana Qazaqstan Team - Cofidis - Team DSM - Groupama-FDJ - Ineos Grenadiers - Israel-Premier Tech - Lotto-Soudal - Movistar Team - Quick-Step Alpha Vinyl - Trek-Segafredo ProTeams (3)- Arkéa-Samsic - B&B Hotels-KTM - TotalEnergies Equipos continentales (3)- Go Sport-Roubaix Lille Métropole - Nice Métropole Côte d'Azur - Saint Michel-Auber 93 |
| |

## Recorrido
El Tour de La Provence dispuso de cuatro etapas divididas en una contrarreloj, una etapa llana, una etapa de media montaña y otra de montaña para un recorrido total de 505,6 kilómetros.
| Etapa     | Fecha     | Recorrido                             | type                   | Distancia (km) | Desnivel (m) | Ganador        | Líder          |
| --------- | --------- | ------------------------------------- | ---------------------- | -------------- | ------------ | -------------- | -------------- |
| Prólogo   | 10 de feb | Berre-l'Étang – Berre-l'Étang         | prólogo                | 7,1            | 14 m         | Filippo Ganna  | Filippo Ganna  |
| 1.ª etapa | 11 de feb | Istres – Les Saintes-Maries-de-la-Mer | etapa llana            | 151,8          | 360 m        | Elia Viviani   | Filippo Ganna  |
| 2.ª etapa | 12 de feb | Arlés – Manosque                      | etapa escarpada        | 180,6          | 2202 m       | Bryan Coquard  | Filippo Ganna  |
| 3.ª etapa | 13 de feb | Manosque – Montagne de Lure           | etapa de media montaña | 166,1          | 3223 m       | Nairo Quintana | Nairo Quintana |

## Desarrollo de la carrera

### Prólogo
| Berre-l'Étang - Berre-l'Étang | prólogo | (7,1 km) |

| \| Clasificación de la etapa \| Clasificación de la etapa \| Clasificación de la etapa \| Clasificación de la etapa \| Clasificación de la etapa \| \| Ciclista \| Ciclista \| Equipo \| Tiempo \| \| \| ------------------------- \| ------------------------- \| ------------------------- \| ------------------------- \| ------------------------- \| \| 1.º \| Filippo Ganna \| Ineos Grenadiers \| 8 min 04 s \| \| \| 2.º \| Ethan Hayter \| Ineos Grenadiers \| + 12 s \| \| \| 3.º \| Tobias Ludvigsson \| Groupama-FDJ \| + 13 s \| \| \| 4.º \| Samuele Battistella \| Astana Qazaqstan Team \| + 15 s \| \| \| 5.º \| Pierre Latour \| TotalEnergies \| + 15 s \| \| \| 6.º \| Julian Alaphilippe \| Quick-Step Alpha Vinyl \| + 17 s \| \| \| 7.º \| Maciej Bodnar \| TotalEnergies \| + 17 s \| \| \| 8.º \| Mathias Norsgaard \| Movistar Team \| + 19 s \| \| \| 9.º \| Dries Devenyns \| Quick-Step Alpha Vinyl \| + 19 s \| \| \| 10.º \| Ilan Van Wilder \| Quick-Step Alpha Vinyl \| + 20 s \| \| |                     |                        |            |
| |                     |                        |            |
| Fuente: ProCyclingStats |                     |                        |            |
| Clasificación de la etapa |                     |                        |            |
| Ciclista | Ciclista            | Equipo                 | Tiempo     |
| 1.º | Filippo Ganna       | Ineos Grenadiers       | 8 min 04 s |
| 2.º | Ethan Hayter        | Ineos Grenadiers       | + 12 s     |
| 3.º | Tobias Ludvigsson   | Groupama-FDJ           | + 13 s     |
| 4.º | Samuele Battistella | Astana Qazaqstan Team  | + 15 s     |
| 5.º | Pierre Latour       | TotalEnergies          | + 15 s     |
| 6.º | Julian Alaphilippe  | Quick-Step Alpha Vinyl | + 17 s     |
| 7.º | Maciej Bodnar       | TotalEnergies          | + 17 s     |
| 8.º | Mathias Norsgaard   | Movistar Team          | + 19 s     |
| 9.º | Dries Devenyns      | Quick-Step Alpha Vinyl | + 19 s     |
| 10.º | Ilan Van Wilder     | Quick-Step Alpha Vinyl | + 20 s     |

| \| Clasificación general \| Clasificación general \| Clasificación general \| Clasificación general \| Clasificación general \| \| Ciclista \| Ciclista \| Equipo \| Tiempo \| \| \| --------------------- \| --------------------- \| ---------------------- \| --------------------- \| --------------------- \| \| 1.º \| Filippo Ganna \| Ineos Grenadiers \| 8 min 04 s \| \| \| 2.º \| Ethan Hayter \| Ineos Grenadiers \| + 12 s \| \| \| 3.º \| Tobias Ludvigsson \| Groupama-FDJ \| + 13 s \| \| \| 4.º \| Samuele Battistella \| Astana Qazaqstan Team \| + 15 s \| \| \| 5.º \| Pierre Latour \| TotalEnergies \| + 15 s \| \| \| 6.º \| Julian Alaphilippe \| Quick-Step Alpha Vinyl \| + 17 s \| \| \| 7.º \| Maciej Bodnar \| TotalEnergies \| + 17 s \| \| \| 8.º \| Mathias Norsgaard \| Movistar Team \| + 19 s \| \| \| 9.º \| Dries Devenyns \| Quick-Step Alpha Vinyl \| + 19 s \| \| \| 10.º \| Ilan Van Wilder \| Quick-Step Alpha Vinyl \| + 20 s \| \| |                     |                        |            |
| |                     |                        |            |
| Fuente: ProCyclingStats |                     |                        |            |
| Clasificación general |                     |                        |            |
| Ciclista | Ciclista            | Equipo                 | Tiempo     |
| 1.º | Filippo Ganna       | Ineos Grenadiers       | 8 min 04 s |
| 2.º | Ethan Hayter        | Ineos Grenadiers       | + 12 s     |
| 3.º | Tobias Ludvigsson   | Groupama-FDJ           | + 13 s     |
| 4.º | Samuele Battistella | Astana Qazaqstan Team  | + 15 s     |
| 5.º | Pierre Latour       | TotalEnergies          | + 15 s     |
| 6.º | Julian Alaphilippe  | Quick-Step Alpha Vinyl | + 17 s     |
| 7.º | Maciej Bodnar       | TotalEnergies          | + 17 s     |
| 8.º | Mathias Norsgaard   | Movistar Team          | + 19 s     |
| 9.º | Dries Devenyns      | Quick-Step Alpha Vinyl | + 19 s     |
| 10.º | Ilan Van Wilder     | Quick-Step Alpha Vinyl | + 20 s     |

### 1.ª etapa
| Istres - Les Saintes-Maries-de-la-Mer | etapa llana | (151,8 km) |

| \| Clasificación de la etapa \| Clasificación de la etapa \| Clasificación de la etapa \| Clasificación de la etapa \| Clasificación de la etapa \| \| Ciclista \| Ciclista \| Equipo \| Tiempo \| \| \| ------------------------- \| ------------------------- \| ------------------------- \| ------------------------- \| ------------------------- \| \| 1.º \| Elia Viviani \| Ineos Grenadiers \| 3 h 14 min 58 s \| \| \| 2.º \| Sep Vanmarcke \| Israel-Premier Tech \| + 0 s \| \| \| 3.º \| Julian Alaphilippe \| Quick-Step Alpha Vinyl \| + 0 s \| \| \| 4.º \| Martijn Tusveld \| Team DSM \| + 0 s \| \| \| 5.º \| Samuele Battistella \| Astana Qazaqstan Team \| + 0 s \| \| \| 6.º \| Cedric Beullens \| Lotto-Soudal \| + 0 s \| \| \| 7.º \| Mattias Skjelmose \| Trek-Segafredo \| + 0 s \| \| \| 8.º \| Pierre Latour \| TotalEnergies \| + 0 s \| \| \| 9.º \| Matteo Jorgenson \| Movistar Team \| + 0 s \| \| \| 10.º \| Ilan Van Wilder \| Quick-Step Alpha Vinyl \| + 0 s \| \| |                     |                        |                 |
| |                     |                        |                 |
| Fuente: ProCyclingStats |                     |                        |                 |
| Clasificación de la etapa |                     |                        |                 |
| Ciclista | Ciclista            | Equipo                 | Tiempo          |
| 1.º | Elia Viviani        | Ineos Grenadiers       | 3 h 14 min 58 s |
| 2.º | Sep Vanmarcke       | Israel-Premier Tech    | + 0 s           |
| 3.º | Julian Alaphilippe  | Quick-Step Alpha Vinyl | + 0 s           |
| 4.º | Martijn Tusveld     | Team DSM               | + 0 s           |
| 5.º | Samuele Battistella | Astana Qazaqstan Team  | + 0 s           |
| 6.º | Cedric Beullens     | Lotto-Soudal           | + 0 s           |
| 7.º | Mattias Skjelmose   | Trek-Segafredo         | + 0 s           |
| 8.º | Pierre Latour       | TotalEnergies          | + 0 s           |
| 9.º | Matteo Jorgenson    | Movistar Team          | + 0 s           |
| 10.º | Ilan Van Wilder     | Quick-Step Alpha Vinyl | + 0 s           |

| \| Clasificación general \| Clasificación general \| Clasificación general \| Clasificación general \| Clasificación general \| \| Ciclista \| Ciclista \| Equipo \| Tiempo \| \| \| --------------------- \| --------------------- \| ---------------------- \| --------------------- \| --------------------- \| \| 1.º \| Filippo Ganna \| Ineos Grenadiers \| 3 h 26 min 05 s \| \| \| 2.º \| Julian Alaphilippe \| Quick-Step Alpha Vinyl \| + 4 s \| \| \| 3.º \| Pierre Latour \| TotalEnergies \| + 10 s \| \| \| 4.º \| Samuele Battistella \| Astana Qazaqstan Team \| + 12 s \| \| \| 5.º \| Ilan Van Wilder \| Quick-Step Alpha Vinyl \| + 17 s \| \| \| 6.º \| Mattias Skjelmose \| Trek-Segafredo \| + 21 s \| \| \| 7.º \| Matteo Jorgenson \| Movistar Team \| + 21 s \| \| \| 8.º \| Louis Vervaeke \| Quick-Step Alpha Vinyl \| + 21 s \| \| \| 9.º \| Sep Vanmarcke \| Israel-Premier Tech \| + 22 s \| \| \| 10.º \| Maxime Bouet \| Arkéa-Samsic \| + 23 s \| \| |                     |                        |                 |
| |                     |                        |                 |
| Fuente: ProCyclingStats |                     |                        |                 |
| Clasificación general |                     |                        |                 |
| Ciclista | Ciclista            | Equipo                 | Tiempo          |
| 1.º | Filippo Ganna       | Ineos Grenadiers       | 3 h 26 min 05 s |
| 2.º | Julian Alaphilippe  | Quick-Step Alpha Vinyl | + 4 s           |
| 3.º | Pierre Latour       | TotalEnergies          | + 10 s          |
| 4.º | Samuele Battistella | Astana Qazaqstan Team  | + 12 s          |
| 5.º | Ilan Van Wilder     | Quick-Step Alpha Vinyl | + 17 s          |
| 6.º | Mattias Skjelmose   | Trek-Segafredo         | + 21 s          |
| 7.º | Matteo Jorgenson    | Movistar Team          | + 21 s          |
| 8.º | Louis Vervaeke      | Quick-Step Alpha Vinyl | + 21 s          |
| 9.º | Sep Vanmarcke       | Israel-Premier Tech    | + 22 s          |
| 10.º | Maxime Bouet        | Arkéa-Samsic           | + 23 s          |

### 2.ª etapa
| Arlés - Manosque | etapa escarpada | (180,6 km) |

| \| Clasificación de la etapa \| Clasificación de la etapa \| Clasificación de la etapa \| Clasificación de la etapa \| Clasificación de la etapa \| \| Ciclista \| Ciclista \| Equipo \| Tiempo \| \| \| ------------------------- \| ------------------------- \| ------------------------- \| ------------------------- \| ------------------------- \| \| 1.º \| Bryan Coquard \| Cofidis \| 4 h 19 min 42 s \| \| \| 2.º \| Julian Alaphilippe \| Quick-Step Alpha Vinyl \| + 0 s \| \| \| 3.º \| Filippo Ganna \| Ineos Grenadiers \| + 0 s \| \| \| 4.º \| Pierre Latour \| TotalEnergies \| + 0 s \| \| \| 5.º \| Arnaud Démare \| Groupama-FDJ \| + 0 s \| \| \| 6.º \| Nairo Quintana \| Arkéa-Samsic \| + 0 s \| \| \| 7.º \| Mads Würtz \| Israel-Premier Tech \| + 0 s \| \| \| 8.º \| Matteo Jorgenson \| Movistar Team \| + 0 s \| \| \| 9.º \| Aurélien Paret-Peintre \| AG2R Citroën Team \| + 0 s \| \| \| 10.º \| Lorrenzo Manzin \| TotalEnergies \| + 0 s \| \| |                        |                        |                 |
| |                        |                        |                 |
| Fuente: ProCyclingStats |                        |                        |                 |
| Clasificación de la etapa |                        |                        |                 |
| Ciclista | Ciclista               | Equipo                 | Tiempo          |
| 1.º | Bryan Coquard          | Cofidis                | 4 h 19 min 42 s |
| 2.º | Julian Alaphilippe     | Quick-Step Alpha Vinyl | + 0 s           |
| 3.º | Filippo Ganna          | Ineos Grenadiers       | + 0 s           |
| 4.º | Pierre Latour          | TotalEnergies          | + 0 s           |
| 5.º | Arnaud Démare          | Groupama-FDJ           | + 0 s           |
| 6.º | Nairo Quintana         | Arkéa-Samsic           | + 0 s           |
| 7.º | Mads Würtz             | Israel-Premier Tech    | + 0 s           |
| 8.º | Matteo Jorgenson       | Movistar Team          | + 0 s           |
| 9.º | Aurélien Paret-Peintre | AG2R Citroën Team      | + 0 s           |
| 10.º | Lorrenzo Manzin        | TotalEnergies          | + 0 s           |

| \| Clasificación general \| Clasificación general \| Clasificación general \| Clasificación general \| Clasificación general \| \| Ciclista \| Ciclista \| Equipo \| Tiempo \| \| \| --------------------- \| --------------------- \| ---------------------- \| --------------------- \| --------------------- \| \| 1.º \| Filippo Ganna \| Ineos Grenadiers \| 7 h 45 min 43 s \| \| \| 2.º \| Julian Alaphilippe \| Quick-Step Alpha Vinyl \| + 2 s \| \| \| 3.º \| Pierre Latour \| TotalEnergies \| + 14 s \| \| \| 4.º \| Samuele Battistella \| Astana Qazaqstan Team \| + 16 s \| \| \| 5.º \| Mattias Skjelmose \| Trek-Segafredo \| + 25 s \| \| \| 6.º \| Matteo Jorgenson \| Movistar Team \| + 25 s \| \| \| 7.º \| Maxime Bouet \| Arkéa-Samsic \| + 27 s \| \| \| 8.º \| Ilan Van Wilder \| Quick-Step Alpha Vinyl \| + 27 s \| \| \| 9.º \| Damien Touzé \| AG2R Citroën Team \| + 30 s \| \| \| 10.º \| Nairo Quintana \| Arkéa-Samsic \| + 32 s \| \| |                     |                        |                 |
| |                     |                        |                 |
| Fuente: ProCyclingStats |                     |                        |                 |
| Clasificación general |                     |                        |                 |
| Ciclista | Ciclista            | Equipo                 | Tiempo          |
| 1.º | Filippo Ganna       | Ineos Grenadiers       | 7 h 45 min 43 s |
| 2.º | Julian Alaphilippe  | Quick-Step Alpha Vinyl | + 2 s           |
| 3.º | Pierre Latour       | TotalEnergies          | + 14 s          |
| 4.º | Samuele Battistella | Astana Qazaqstan Team  | + 16 s          |
| 5.º | Mattias Skjelmose   | Trek-Segafredo         | + 25 s          |
| 6.º | Matteo Jorgenson    | Movistar Team          | + 25 s          |
| 7.º | Maxime Bouet        | Arkéa-Samsic           | + 27 s          |
| 8.º | Ilan Van Wilder     | Quick-Step Alpha Vinyl | + 27 s          |
| 9.º | Damien Touzé        | AG2R Citroën Team      | + 30 s          |
| 10.º | Nairo Quintana      | Arkéa-Samsic           | + 32 s          |

### 3.ª etapa
| Manosque - Montagne de Lure | etapa de media montaña | (166,1 km) |

| \| Clasificación de la etapa \| Clasificación de la etapa \| Clasificación de la etapa \| Clasificación de la etapa \| Clasificación de la etapa \| \| Ciclista \| Ciclista \| Equipo \| Tiempo \| \| \| ------------------------- \| ------------------------- \| ------------------------- \| ------------------------- \| ------------------------- \| \| 1.º \| Nairo Quintana \| Arkéa-Samsic \| 4 h 23 min 06 s \| \| \| 2.º \| Mattias Skjelmose \| Trek-Segafredo \| + 37 s \| \| \| 3.º \| Matteo Jorgenson \| Movistar Team \| + 37 s \| \| \| 4.º \| Iván Ramiro Sosa \| Movistar Team \| + 39 s \| \| \| 5.º \| Ilan Van Wilder \| Quick-Step Alpha Vinyl \| + 41 s \| \| \| 6.º \| Amanuel Ghebreigzabhier \| Trek-Segafredo \| + 46 s \| \| \| 7.º \| Julian Alaphilippe \| Quick-Step Alpha Vinyl \| + 47 s \| \| \| 8.º \| Pierre Latour \| TotalEnergies \| + 50 s \| \| \| 9.º \| Kenny Elissonde \| Trek-Segafredo \| + 1 min 00 s \| \| \| 10.º \| Geoffrey Bouchard \| AG2R Citroën Team \| + 1 min 03 s \| \| |                         |                        |                 |
| |                         |                        |                 |
| Fuente: ProCyclingStats |                         |                        |                 |
| Clasificación de la etapa |                         |                        |                 |
| Ciclista | Ciclista                | Equipo                 | Tiempo          |
| 1.º | Nairo Quintana          | Arkéa-Samsic           | 4 h 23 min 06 s |
| 2.º | Mattias Skjelmose       | Trek-Segafredo         | + 37 s          |
| 3.º | Matteo Jorgenson        | Movistar Team          | + 37 s          |
| 4.º | Iván Ramiro Sosa        | Movistar Team          | + 39 s          |
| 5.º | Ilan Van Wilder         | Quick-Step Alpha Vinyl | + 41 s          |
| 6.º | Amanuel Ghebreigzabhier | Trek-Segafredo         | + 46 s          |
| 7.º | Julian Alaphilippe      | Quick-Step Alpha Vinyl | + 47 s          |
| 8.º | Pierre Latour           | TotalEnergies          | + 50 s          |
| 9.º | Kenny Elissonde         | Trek-Segafredo         | + 1 min 00 s    |
| 10.º | Geoffrey Bouchard       | AG2R Citroën Team      | + 1 min 03 s    |

## Clasificaciones finales
- Las clasificaciones finalizaron de la siguiente forma:[4]

### Clasificación general
| \| Clasificación general \| Clasificación general \| Clasificación general \| Clasificación general \| Clasificación general \| \| Ciclista \| Ciclista \| Equipo \| Tiempo \| \| \| --------------------- \| ---------------------- \| ---------------------- \| --------------------- \| --------------------- \| \| 1.º \| Nairo Quintana \| Arkéa-Samsic \| 12 h 09 min 11 s \| \| \| 2.º \| Julian Alaphilippe \| Quick-Step Alpha Vinyl \| + 27 s \| \| \| 3.º \| Mattias Skjelmose \| Trek-Segafredo \| + 34 s \| \| \| 4.º \| Matteo Jorgenson \| Movistar Team \| + 36 s \| \| \| 5.º \| Pierre Latour \| TotalEnergies \| + 42 s \| \| \| 6.º \| Ilan Van Wilder \| Quick-Step Alpha Vinyl \| + 46 s \| \| \| 7.º \| Samuele Battistella \| Astana Qazaqstan Team \| + 1 min 21 s \| \| \| 8.º \| Aurélien Paret-Peintre \| AG2R Citroën Team \| + 1 min 45 s \| \| \| 9.º \| Maxime Bouet \| Arkéa-Samsic \| + 1 min 56 s \| \| \| 10.º \| Louis Vervaeke \| Quick-Step Alpha Vinyl \| + 2 min 55 s \| \| |                        |                        |                  |
| |                        |                        |                  |
| Fuente: ProCyclingStats |                        |                        |                  |
| Clasificación general |                        |                        |                  |
| Ciclista | Ciclista               | Equipo                 | Tiempo           |
| 1.º | Nairo Quintana         | Arkéa-Samsic           | 12 h 09 min 11 s |
| 2.º | Julian Alaphilippe     | Quick-Step Alpha Vinyl | + 27 s           |
| 3.º | Mattias Skjelmose      | Trek-Segafredo         | + 34 s           |
| 4.º | Matteo Jorgenson       | Movistar Team          | + 36 s           |
| 5.º | Pierre Latour          | TotalEnergies          | + 42 s           |
| 6.º | Ilan Van Wilder        | Quick-Step Alpha Vinyl | + 46 s           |
| 7.º | Samuele Battistella    | Astana Qazaqstan Team  | + 1 min 21 s     |
| 8.º | Aurélien Paret-Peintre | AG2R Citroën Team      | + 1 min 45 s     |
| 9.º | Maxime Bouet           | Arkéa-Samsic           | + 1 min 56 s     |
| 10.º | Louis Vervaeke         | Quick-Step Alpha Vinyl | + 2 min 55 s     |

### Clasificación de la montaña
| Clasificación de la montaña | Clasificación de la montaña | Clasificación de la montaña      | Clasificación de la montaña | Clasificación de la montaña |
| Ciclista                    | Ciclista                    | Equipo                           | Puntos                      |                             |
| --------------------------- | --------------------------- | -------------------------------- | --------------------------- | --------------------------- |
| 1.º                         | Nairo Quintana              | Arkéa-Samsic                     | 10 pts                      |                             |
| 2.º                         | Paul Ourselin               | TotalEnergies                    | 8 pts                       |                             |
| 3.º                         | Mattias Skjelmose           | Trek-Segafredo                   | 8 pts                       |                             |
| 4.º                         | Matteo Jorgenson            | Movistar Team                    | 6 pts                       |                             |
| 5.º                         | Kévin Besson                | Nice Métropole Côte d'Azur       | 5 pts                       |                             |
| 6.º                         | Iván Ramiro Sosa            | Movistar Team                    | 4 pts                       |                             |
| 7.º                         | Tom Mainguenaud             | Go Sport-Roubaix Lille Métropole | 2 pts                       |                             |
| 8.º                         | Ilan Van Wilder             | Quick-Step Alpha Vinyl           | 2 pts                       |                             |
| 9.º                         | Amanuel Ghebreigzabhier     | Trek-Segafredo                   | 1 pt                        |                             |
| 10.º                        | Tristan Delacroix           | Nice Métropole Côte d'Azur       | 1 pt                        |                             |

### Clasificación de  puntos
| Clasificación por puntos | Clasificación por puntos | Clasificación por puntos | Clasificación por puntos | Clasificación por puntos |
| Ciclista                 | Ciclista                 | Equipo                   | Puntos                   |                          |
| ------------------------ | ------------------------ | ------------------------ | ------------------------ | ------------------------ |
| 1.º                      | Julian Alaphilippe       | Quick-Step Alpha Vinyl   | 34 pts                   |                          |
| 2.º                      | Pierre Latour            | TotalEnergies            | 18 pts                   |                          |
| 3.º                      | Nairo Quintana           | Arkéa-Samsic             | 17 pts                   |                          |
| 4.º                      | Elia Viviani             | Ineos Grenadiers         | 15 pts                   |                          |
| 5.º                      | Matteo Jorgenson         | Movistar Team            | 15 pts                   |                          |
| 6.º                      | Mattias Skjelmose        | Trek-Segafredo           | 14 pts                   |                          |
| 7.º                      | Sep Vanmarcke            | Israel-Premier Tech      | 12 pts                   |                          |
| 8.º                      | Martijn Tusveld          | Team DSM                 | 9 pts                    |                          |
| 9.º                      | Samuele Battistella      | Astana Qazaqstan Team    | 8 pts                    |                          |
| 10.º                     | Arnaud Démare            | Groupama-FDJ             | 8 pts                    |                          |

### Clasificación de los jóvenes
| Clasificación del mejor joven | Clasificación del mejor joven | Clasificación del mejor joven    | Clasificación del mejor joven | Clasificación del mejor joven |
| Ciclista                      | Ciclista                      | Equipo                           | Tiempo                        |                               |
| ----------------------------- | ----------------------------- | -------------------------------- | ----------------------------- | ----------------------------- |
| 1.º                           | Mattias Skjelmose             | Trek-Segafredo                   | 12 h 09 min 45 s              |                               |
| 2.º                           | Matteo Jorgenson              | Movistar Team                    | + 2 s                         |                               |
| 3.º                           | Ilan Van Wilder               | Quick-Step Alpha Vinyl           | + 12 s                        |                               |
| 4.º                           | Samuele Battistella           | Astana Qazaqstan Team            | + 47 s                        |                               |
| 5.º                           | Mark Donovan                  | Team DSM                         | + 12 min 16 s                 |                               |
| 6.º                           | Andrea Mifsud                 | Nice Métropole Côte d'Azur       | + 13 min 03 s                 |                               |
| 7.º                           | Viktor Verschaeve             | Lotto-Soudal                     | + 13 min 11 s                 |                               |
| 8.º                           | Joris Delbove                 | Saint Michel-Auber 93            | + 13 min 56 s                 |                               |
| 9.º                           | Valentin Ferron               | TotalEnergies                    | + 14 min 30 s                 |                               |
| 10.º                          | Tom Mainguenaud               | Go Sport-Roubaix Lille Métropole | + 15 min 37 s                 |                               |

### Clasificación por equipos
| Clasificación por equipos | Clasificación por equipos | Clasificación por equipos | Clasificación por equipos |
| Equipo                    | Equipo                    | Tiempo                    |                           |
| ------------------------- | ------------------------- | ------------------------- | ------------------------- |
| 1.º                       | Quick-Step Alpha Vinyl    | 36 h 31 min 55 s          |                           |
| 2.º                       | Arkéa-Samsic              | + 1 min 33 s              |                           |
| 3.º                       | AG2R Citroën Team         | + 11 min 09 s             |                           |
| 4.º                       | TotalEnergies             | + 14 min 22 s             |                           |
| 5.º                       | Israel-Premier Tech       | + 16 min 26 s             |                           |
| 6.º                       | Trek-Segafredo            | + 17 min 28 s             |                           |
| 7.º                       | Movistar Team             | + 20 min 32 s             |                           |
| 8.º                       | Team DSM                  | + 23 min 01 s             |                           |
| 9.º                       | Ineos Grenadiers          | + 24 min 04 s             |                           |
| 10.º                      | Astana Qazaqstan Team     | + 31 min 10 s             |                           |

## Evolución de las clasificaciones
| Etapa                   | Vencedor                | Clasificación general | Clasificación de la montaña | Clasificación de los puntos | Clasificación de los jóvenes | Clasificación por equipos |
| ----------------------- | ----------------------- | --------------------- | --------------------------- | --------------------------- | ---------------------------- | ------------------------- |
| Prólogo                 | Filippo Ganna           | Filippo Ganna         | no otorgado                 | no otorgado                 | Ethan Hayter                 | INEOS Grenadiers          |
| 1.ª                     | Elia Viviani            | Filippo Ganna         | Tom Mainguenaud             | Julian Alaphilippe          | Samuele Battistella          | INEOS Grenadiers          |
| 2.ª                     | Bryan Coquard           | Filippo Ganna         | Paul Orselin                | Julian Alaphilippe          | Samuele Battistella          | Quick-Step Alpha Vinyl    |
| 3.ª                     | Nairo Quintana          | Nairo Quintana        | Nairo Quintana              | Julian Alaphilippe          | Mattias Skjelmose Jensen     | Quick-Step Alpha Vinyl    |
| Clasificaciones finales | Clasificaciones finales | Nairo Quintana        | Nairo Quintana              | Julian Alaphilippe          | Mattias Skjelmose Jensen     | Quick-Step Alpha Vinyl    |

## Ciclistas participantes y posiciones finales
Convenciones:
- AB-N: Abandono en la etapa "N"
- FLT-N: Retiro por arribo fuera del límite de tiempo en la etapa "N"
- NTS-N: No tomó la salida para la etapa "N"
- DES-N: Descalificado o expulsado en la etapa "N"

## UCI World Ranking
El Tour de La Provence otorgó puntos para el UCI World Ranking para corredores de los equipos en las categorías UCI WorldTeam, UCI ProTeam y Continental. Las siguientes tablas son el baremo de puntuación y los diez corredores que obtuvieron más puntos:
| Posición              | 1.º | 2.º | 3.º | 4.º | 5.º | 6.º | 7.º | 8.º | 9.º | 10.º | 11.º | 12.º | 13.º | 14.º | 15.º | 16.º-30.º | 31.º-40.º |
| Clasificación general | 200 | 150 | 125 | 100 | 85  | 70  | 60  | 50  | 40  | 35   | 30   | 25   | 20   | 15   | 10   | 5         | 3         |
| Por etapa             | 20  | 10  | 5   |     |     |     |     |     |     |      |      |      |      |      |      |           |           |
| Líder                 | 5   |     |     |     |     |     |     |     |     |      |      |      |      |      |      |           |           |

| Clasificación |                          |                        |         |       |       |       |
| Posición      | Ciclista                 | Equipo                 | General | Etapa | Líder | Total |
| ------------- | ------------------------ | ---------------------- | ------- | ----- | ----- | ----- |
| 1.º           | Nairo Quintana           | Arkéa Samsic           | 200     | 20    | -     | 220   |
| 2.º           | Julian Alaphilippe       | Quick-Step Alpha Vinyl | 150     | 15    | -     | 165   |
| 3.º           | Mattias Skjelmose Jensen | Trek-Segafredo         | 125     | 10    | -     | 135   |
| 4.º           | Matteo Jorgenson         | Movistar               | 100     | 5     | -     | 105   |
| 5.º           | Pierre Latour            | TotalEnergies          | 85      | -     | -     | 85    |
| 6.º           | Ilan Van Wilder          | Quick-Step Alpha Vinyl | 70      | -     | -     | 70    |
| 7.º           | Samuele Battistella      | Astana Qazaqstan       | 60      | -     | -     | 60    |
| 8.º           | Aurélien Paret-Peintre   | AG2R Citroën           | 50      | -     | -     | 50    |
| 9.º           | Maxime Bouet             | Arkéa Samsic           | 40      | -     | -     | 40    |
| 10.º          | Filippo Ganna            | INEOS Grenadiers       | -       | 25    | 15    | 40    |